# مجلس البطوف الإقليمي

مجلس البطوف الإقليمي القريب من بحيرة طبريا

مجلس البطوف الإقليمي هو مجلس إقليمي إسرائيلي يُشرف على القرى العربية الفلسطينية في المنطقة الشمالية. كان سابقًا وحتى عام 2000 جزءًا من مجلس إقليمي نوف هجليل. يتألف المجلس من أربع قرى عربية فلسطينية هي: حمام، ورمانة الناصرة، ورمة الهيب والعزير.
سُمي المجلس بهذا الاسم نسبة إلى سهل البطوف والذي يقع عليه. وفق المكتب المركزي للإحصاء الإسرائيلي بلغ عدد سكان المجلس في عام 2010 حوالي 6,700 نسمة.